# Autoroute A-25 (Espagne)
Pour les articles homonymes, voir A25.
L'autoroute espagnole A-25 est une autoroute en projet dont aucune sections n'est ouverte à la circulation à l'heure actuelle. Elle va être un important axe de communication entre le cœur de l'Aragon et la communauté de Castille-La Manche.
Elle permettra de relier Alcolea Del Pinar dans la Communauté de Castille-La Manche à Monreal (Aragon) et ainsi relier les 2 communautés par une autoroute. Elle va relier ainsi l'Autoroute del Medujar entre Sagonte et Huesca et l'Autoroute espagnole A-2 entre Saragosse et Madrid.
Elle va double la N-211 jusqu'à Monreal.

## Tracé
- L'A-25 va débuter à Monreal où elle va se détacher de l'A-23 (Sagonte - Somport) en suivant le tracé de la N-211 pour se reconnecter à l'A-2 près de Alcolea Del Pinar.

### Référence
- Nomenclature